# Ruth Hiatt
Ruth Hiatt (6 de enero de 1906 - 21 de abril de 1994) fue una actriz cinematográfica estadounidense que se inició en la época del cine mudo. Es especialmente recordada por trabajar en los años veinte en comedias dirigidas por Jack White, Norman Taurog, y Mack Sennett.

## Biografía
Nacida en Cripple Creek, Colorado, Hiatt debutó en el cine a los 9 años de edad con la Western Lubin Company en San Diego (California). Rodó dos comedias de dos bobinas (20-25 minutos de duración aproximada), The Inner Chamber (1915) y The Vigilantes (1918). Tras ello volvió a la escuela secundaria a fin de completar su educación, que finalizó alrededor de 1922.
Siendo adolescente fue descubierta por el comediante Lloyd Hamilton. En 1922 pasó a interpretar a la pareja del protagonista en los filmes de United Artists. Su primer trabajo juntos fue la comedia corta The Speeder (1922), una producción de la Hamilton Comedy Film Company. Junto a Hamilton interpretó a una golfilla de la calle en Lonesome (1924). 
En Smith's Baby (1925) Hiatt, en el papel de Mrs. Jimmy Smith, es la protagonista femenina al lado de Raymond McKee, en el papel de Jimmy Smith. Sennett eligió a Hiatt y a McKee junto a la estrella infantil Mary Ann Jackson en 1927. Las comedias cortas continuaron la serie de Jimmy Smith con títulos tales como Smith's Pony (1927), Smith's Cook (1927), Smith's Cousin (1927), y Smith's Modiste Shop (1927). Las películas fueron producidas por Pathe Pictures. Jackson y McKee trabajaron con Hiatt y Hoot Gibson en The Flying Cowboy (1928). Hiatt también actuó en el segundo capítulo de la serie de Ken Maynard Sunset Trail (1932), y que se titulaba Battling With Buffalo Bill. Las comedias a veces presentaban peligro en su realización. En una de ellas el actor Lee Moran se vio forzado a dejar inconsciente a Hiatt para salvarla en una escena que estaban filmando, en la cual un automóvil quedaba atrapado por dos trenes. 
La carrera de Hiatt se prolongó hasta 1941. Algunas de sus últimas películas fueron Men In Black (1934), Beginner's Luck (1935), Just Speeding (1936), y Double Trouble (1941).
Además de su faceta de actriz, en agosto de 1922 Hiatt trabajó como modelo para la empresa Beckman Furs, de Los Ángeles, California. También ganó un primer premio en el concurso de belleza anual de Venice (Los Ángeles), celebrado en agosto de 1923. La Western Association of Motion Picture Advertisers (WAMPAS Baby Stars) seleccionó a Hiatt entre sus trece actrices de 1924. Entre otras, también fueron elegidas Blanche Mehaffey, Carmelita Geraghty y Clara Bow. 
Ruth Hiatt falleció en Montrose, California, en 1994 a causa de una insuficiencia cardíaca.